# Riksdagen 1627
Riksdagen 1627 ägde rum i Stockholm.
Ständerna sammanträdde den 22 januari 1627. Adeln samlades för första gången på riddarhuset och tillämpade den året innan tidigare beslutade riddarhusordningen. Och som första lantmarskalk valdes Johan Eriksson Sparre. 
Adeln accepterade att frälsebönder skulle behandlas likvärdig med kronobönder och skattebönder i fråga om uskrivning och beskattning. 
En förhöjd boskapsskatt beviljades.
Riksdagen avslutades den 15 februari 1627.